# Teatro Real
Teatro Real (Royal Theatre, nebo pouze El Real) je hlavní operní scénou v Madridu.

## Historie divadla
Divadlo bylo založeno králem Ferdinandem VII. roce 1818. V témže roce bylo zbořeno divadlo Teatro Caňos del Peral. Plánování a výstavba nového divadla na jeho místě se však vlekla 32 let. Na výstavbě se podíleli architekti Antonio Lopez Aguado a po jeho smrti Teodoro Custodio Moreno. Teprve 7. května 1850 královna Isabela II. královským dekretem nařídila okamžitou dostavbu divadla. Budova pak byla hotova během pěti měsíců.
Budova byla postavena ve volném prostoru před královským palácem a byla otevřena 19. listopadu 1850 operou Favoritka (La Favorite) Gaetano Donizettiho. Divadlo se postupně stalo jednou z nejpřednějších světových operních scén. Giuseppe Verdi navštívil divadlo při příležitosti španělské premiéry své opery Síla osudu (La Forza del Destino) v roce 1863. Divadlo si oblíbil i Richard Wagner, který zde rád dirigoval své opery. Mimo jiné bylo divadlo také jedním ze tří pravidelných působišť slavného Ballets Russes Sergeje Ďagileva. Od roku 1867 bylo sídlem Královské konzervatoře (Real Conservatorio Superior de Música de Madrid). 6. prosince 1925 bylo divadlo uzavřeno z důvodu vážného statického poškození způsobeného výstavbou madridského metra.
V následujících letech vznikla řada projektů na přestavbu divadla, ale z finančních důvodů byla až v šedesátých letech 20. století provedena alespoň částečná rekonstrukce financovaná Nadací Juana Marche (Juan March Institute) a provedená architektem Manuelem Gonzalezem Valcárcelem a později architekty Miguelem Verdú Belmontea a Franciscem Rodriguezem Partearroyoem. Divadlo pak bylo otevřeno v roce 1966 jako koncertní sál a sídlo Španělského národního orchestru a Symfonického orchestru RTVE.
Závěrečné rekonstrukce se divadlo dočkalo v devadesátých letech. Stavební práce byly ukončeny v roce 1995 a obnovená operní scéna byla otevřena v roce 1997. Prvním představením byla opera Manuela de Fally La vida breve(Život je krátký) a balet El sombrero de tres picos (Třírohý klobouk). Následovala světová premiéra opery španělského skladatele Antóna Garcíi Abrila objednaná pro tuto příležitost.

## Světové premiéry oper po roce 2000
- Don Quijote (Cristóbal Halffter, 2000)
- La Señorita Cristina (Luis de Pablo, 2001)
- Dulcinea (Mauricio Sotelo, 2006)
- El viaje a Simorgh (José Mª Sánchez Verdú, 2007)
- Faust-Bal (Leonardo Balada, 2009)
- La página en blanco (Pilar Jurado, 2011)
- Poppea e Nerone (Monteverdi-Boesmans, 2012)
- The Perfect American (Philip Glass, 2013)
- Brokeback Mountain (Charles Wuorinen, 2014)
- El Público (Mauricio Sotelo, 2015)

## Externí odkazy

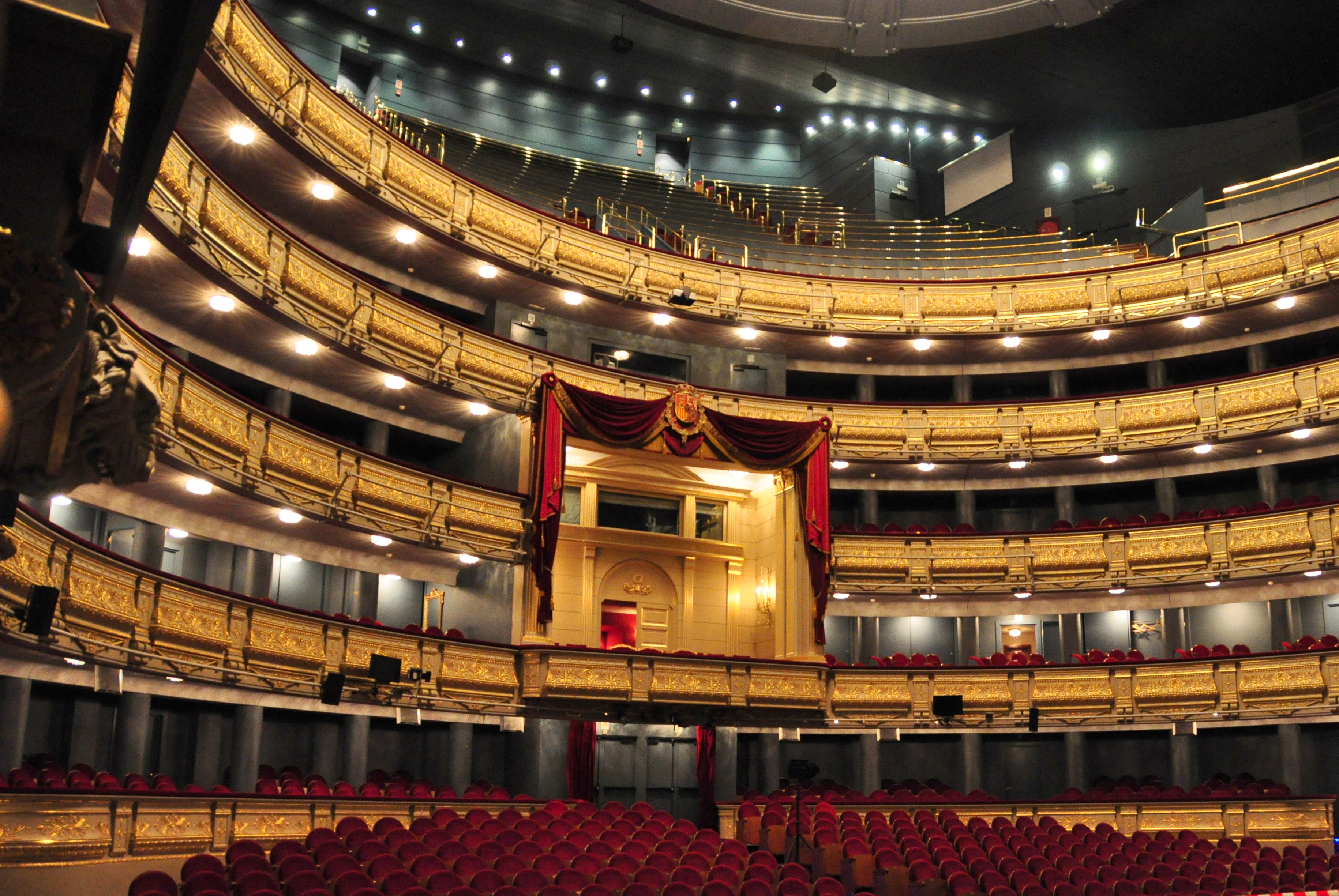
Interiér Teatro Real

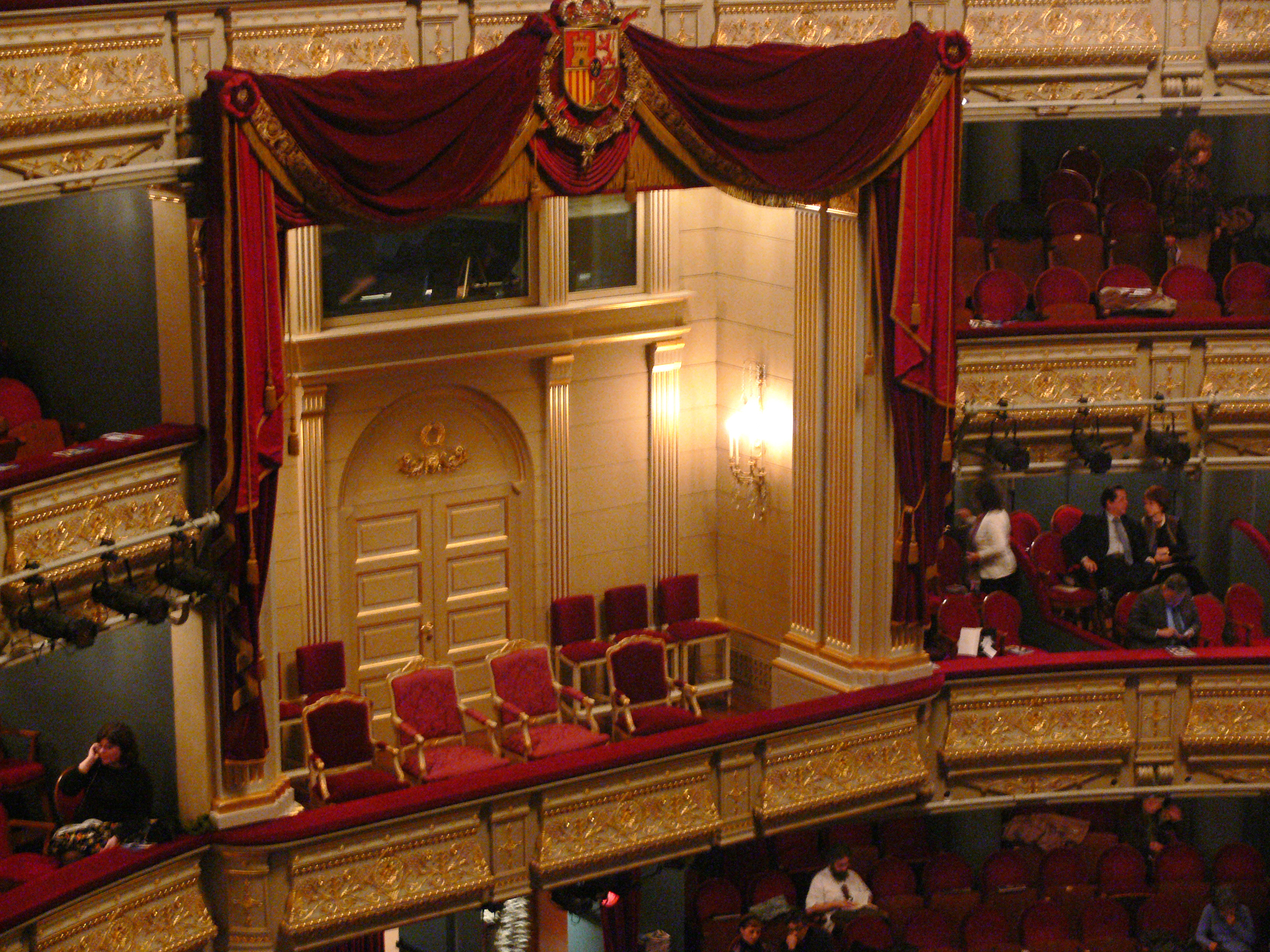
Královská lóže